# Эндрю, Сэм
Сэм Эндрю (англ. Sam Andrew, полное имя — Сэм Эндрю Хьюстон-третий; 18 декабря 1941, Тафт, Калифорния — 12 февраля 2015) — американский рок-музыкант, гитарист и автор песен, один из основателей группы Big Brother and the Holding Company, сыгравшей важную роль в становлении психоделической сцены Западного побережья конца 1960-х годов.

## Биография
Сэм Энрю родился 18 декабря 1941 года в Тафте, Калифорния, в семье военных, которая находилась в постоянных разъездах. Он рано увлекся современной музыкой, слушая рок-н-ролл: Чак Берри, Бо Дидли, Литтл Ричард), но также и дельта-блюз. В шестилетнем возрасте Сэм написал свою первую песню, а в 15 лет, находясь на Окинаве, уже возглавлял собственную рок-группу, которая называлась Cool Notes. Более того, тогда же Сэм Эндрю имел собственную еженедельную программу на телевидении, своего рода версию American Bandstand. Брат Лиланд Эндрю не раз говорил, что его брат Сэм начинал как «японский Бенни Гудман».
Вскоре после того, как Сэм окончил школу, его отца перевели на военно-воздушную базу в Хэмилтоне, Северная Калифорния. Поступив в Сан-Францисский университет, он приобщился к развивавшейся фолк-сцене начала 1960-х годов. В течение двух лет Эндрю жил в Париже; по возвращении — познакомился с бас-гитаристом Питером Албином в доме на Пейдж-стрит, 1090.
Именно здесь образовалась группа Big Brother & the Big Company, куда 4 июня 1966 года по приглашению менеджера Чета Хелмса вошла Дженис Джоплин. Эндрю был основным, и весьма плодовитым автором ансамбля. Два его ранних трека, «Call on Me» и «Combination of the Two», упоминаются в числе классических. Второй альбом группы, выпущенный Columbia Records, стал хитом, поднявшись на вершину американских чартов.
Сэм Эндрю считается одним из ведущих гитаристов эпохи расцвета психоделического рока. В 1997 году журнал Guitar Player включил совместную гитарную работу Эндрю и Джеймса Гёрли в песне «Summertime» в числе выдающихся гитарных соло психоделического рока.
В декабре 1968 года Сэм последовал за Дженис Джоплин в Kozmic Blues Band. Будучи уволен через девять месяцев (но успев записать альбом I Got Dem Ol’ Kozmic Blues Again Mama!), он вернулся в Big Brother.
После того, как группа перестала выступать в 1972 году Эндрю переехал в Нью-Йорк, где поступил сначала в New School for Social Research, затем в Mannes School of Music. В эти годы он снял несколько фильмов и написал произведения классических форм для струнного квартета и симфонического оркестра. Проведя в Нью-Йорке восемь лет, Эндрю вернулся в Сан-Франциско, где начал играть на кларнете и саксофоне. Big Brother and the Holding Company воссоединились в 1987 году.
В 1990-х годах, не прекращая выступать с Big Brother, он создал собственный проект The Sam Andrew Band, а также перформанс-квартет Theatre of Light, куда вошли также Тони Селдин (The Vagabond), клавишник Том Константен и Элиза Пиливейл (арфа и фортепиано). Эндрю принял участие в качестве музыкального режиссёра в постановке пьесы Love, Janis (реж. Рэндал Майлер), по мотивам книги воспоминаний Лоры Джоплин.
22 августа 2009 года Эндрю выступил на концерте в честь 40-летия Вудстока в Бетел-Вудс, Нью-Йорк.
Скончался от сердечного приступа 15 февраля 2015 года, в возрасте 73 лет.

## Личная жизнь
Сэм Эндрю проживал в Северной Калифорнии вместе со своей женой, Элиз Пиливейл (англ. Elise Piliwale). У него осталась дочь от предыдущего брака с Сюзанн Торсон.